# 信義宗聖卡特琳娜教堂

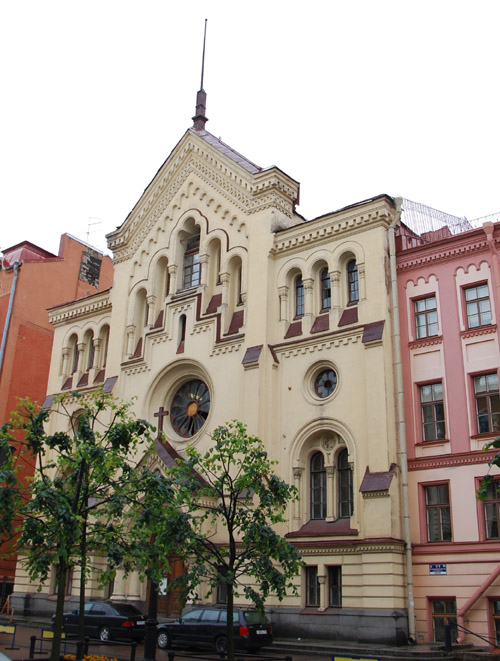
信義宗聖卡特琳娜教堂

信義宗聖卡特琳娜教堂（俄语：Евангелическо-лютеранская церковь Святой Екатерины）是俄羅斯聖彼得堡的一座信義宗的教堂，位於涅瓦大街沿線。現在的教堂建築修建於1885年，又有「瑞典教堂」的別稱。現在教堂在宗教活動時使用的語言也是俄語和瑞典語。

## 歷史
聖卡特琳娜教堂的歷史可以追溯到彼得大帝建立聖彼得堡的同時，來自瑞典與芬蘭的移民建立了這座教堂。